# Clavularia arctica
Clavularia arctica is een zachte koraalsoort uit de familie Clavulariidae. De koraalsoort komt uit het geslacht Clavularia. Clavularia arctica werd in 1860 voor het eerst wetenschappelijk beschreven door Sars. 